# Omicidio di Sara Di Pietrantonio
L'omicidio di Sara Di Pietrantonio è stato un femminicidio avvenuto il 29 maggio 2016 a Roma.

## Cronologia degli eventi
Sara Di Pietrantonio era una giovane ragazza di Roma di circa 22 anni, studentessa presso la Facoltà di Economia dell'Università degli Studi Roma Tre e residente nella frazione di Spallette. Usciva da una relazione conflittuale con Vincenzo Paduano, una guardia giurata di cinque anni più grande, durata circa due anni; i due avevano litigato numerose volte, anche animatamente, interrompendo almeno in tre occasioni la propria frequentazione.
La mattina del 29 maggio 2016, tra le 3:00 e le 5:00, Paduano, dopo aver pedinato l'ex fidanzata, ha speronato la sua macchina lungo via della Magliana in un'area disabitata all'altezza del civico 1090, costringendola a fermarsi, dopodiché Paduano è entrato nell'automobile della ragazza e dopo un litigio tra i due vi ha versato sopra del liquido infiammabile. Nel frattempo la ragazza è fuggita e ha cercato l'aiuto di alcuni automobilisti di passaggio, che tuttavia non si sono fermati. Paduano si è dunque lanciato all'inseguimento e dopo averla probabilmente strangolata l'ha cosparsa di liquido infiammabile e le ha dato fuoco, incendiando successivamente anche la macchina della ragazza, che è stata rinvenuta intorno alle 5:00 del 29 maggio dai vigili del fuoco i quali hanno poi allertato la squadra mobile della Polizia di Stato. A riconoscerla è stata la madre, che era uscita di casa per cercarla.
Il 10 giugno successivo si è svolto il funerale presso la chiesa di Santa Maria Madre della Divina Grazia a Ponte Galeria.

## Processo
Paduano è stato arrestato il giorno successivo al ritrovamento; dopo aver inizialmente negato il coinvolgimento nell'omicidio, ha confessato di averla pedinata e uccisa per gelosia, poiché la ragazza si era impegnata in una nuova relazione sentimentale.
Il processo di primo grado, svoltosi con giudizio abbreviato, si è concluso il 5 maggio 2017 con una condanna all'ergastolo per omicidio volontario; la pena è stata poi ridotta a 30 anni di reclusione in appello il 10 maggio 2018. La sentenza d'appello è stata poi annullata dalla Corte suprema di cassazione il 12 aprile 2019 per una rideterminazione della pena, portando al ripristino dell'ergastolo e al riconoscimento delle aggravanti di premeditazione, futili motivi e minorata difesa oltre che agli altri due reati minori, ovvero distruzione di cadavere e stalking.

## Reazioni
Lungo via della Magliana è stata realizzata una piccola area verde dedicata alla ragazza col nome di Giardino di Sara, mentre in frazione Spallette, tra via Siligo e via Arzana, è stato realizzato tra il 2020 e il 2022 un parco dedicato alla sua memoria.
Nel 2017 Stefano Pistolini, Giuseppe Scarpa e Daniele Autieri hanno scritto un docufilm intitolato Sara, con regia di Massimo Salvucci e Stefano Pistolini. Il docufilm è stato presentato alla Festa del Cinema di Roma 2017 (alla presenza della madre di Sara, di Dacia Maraini e Francesca Puglisi) ed è stato proiettato al teatro di Tor Bella Monaca oltre che nella sala della Regina di palazzo Montecitorio, venendo poi trasmesso in prima televisiva su Real Time il 25 novembre 2017.
Il 20 dicembre 2022 presso l'Università degli Studi Roma Tre è stato inaugurato un centro antiviolenza dedicato a Sara Di Pietrantonio. Successivamente l'11 ottobre 2024, presso il Dipartimento di Economia aziendale della stessa università in via Silvio D'Amico, nel quartiere Ostiense, è stato inaugurato un murale in ricordo di Sara Di Pietrantonio, realizzato dall'artista Luis Gomez de Teran.
Uno dei centri antiviolenza di Roma Capitale presso gli uffici del Municipio VII in via Tommaso Fortifiocca è stato dedicato a Sara Di Pietrantonio.